# James Carter (fånge)
James Carter, född 1926, död 26 november 2003 i Chicago i USA, var en fånge i Mississippi State Penitentiary, vars version av "Po' Lazarus" var med som ett spår på soundtracket till den amerikanska filmen O Brother, Where Art Thou?, trots att han aldrig var en professionell sångare.
Carter satt, sedan han lämnat föräldrahemmet vid 13 års ålder, i fängelse sammanlagt fyra gånger: två gånger för stöld, och två för olaga vapeninnehav. I september 1959 tillbringade Carter och hans medfångar tiden med att hugga ved på Mississippi State Penitentiary i Lambert. Carter började då sjunga en gammal spiritual-sång med namnet "Po' Lazarus" och de andra fångarna började sjunga med och högg veden i takt till musiken. Folkmusikshistorikern Alan Lomax var närvarande vid tidpunkten och kunde ta ett fotografi av fångarna och spela in musiken, som han senare donerade till ett musikarkiv.
Decennier senare köptes inspelningen till soundtracket till filmen O Brother, Where Art Thou? som senare vann en Grammy för "årets album". Under tiden upptäckte producenterna att Carter fortfarande var vid liv och lyckades spåra honom. Han hade, mellan det att han mötte Lomax och inklusionen på O Brother-soundtracket, hållit sig utanför fängelset, men haft svårt att få ett varaktigt jobb. Så småningom hade han flyttat till Chicago med sin hustru och deras barn. Trots att han aldrig hade sett filmen och inte mindes sången han hade sjungit över 40 år tidigare var han glad över albumets framgång och var närvarande vid Grammy-galan samt vid välgörenhetskonserten i Ryman Auditorium i Nashville, men uppträdde aldrig. Han fick även en check på 20 000 dollar (men efter en tid hade han fått sammanlagt minst 100 000 dollar).
Då man inte har lyckats identifiera de andra fångarna (och troligen aldrig kommer att kunna göra det) står "James Carter & the Prisoners" (James Carter och fångarna) krediterade på soundtracket.
Carter dog av en stroke 77 år gammal 26 november 2003. Han led under sina senare år av hjärtproblem och högt blodtryck.

### Webbkällor
- An Ex-Convict, a Hit Album, an Ending Fit for Hollywood
- James Carter, 77, Who Sang Award-Winning Song in Film